# اندروید ماست یخ‌زده
اندروید ماست یخ‌زده یا اندروید فرویو (انگلیسی: Android Froyo) یا اندروید نسخهٔ ۲٫۲ در ۲۰ مه ۲۰۱۰ معرفی شد. این ویرایش اندروید مبتنی بر کرنل لینوکس نسخهٔ ۲٫۶٫۳۲ است و قابلیت‌های زیر به آن اضافه شده‌است:
- افزایش سرعت سیستم‌عامل، حافظه و عملکرد سیستم بین ۲ تا ۵ برابر نسخهٔ ۲
- افزایش سرعت اجرای برنامه‌های کاربردی با استفاده از تکنیک‌های JIT
- اضافه‌شدن موتور جاوا اسکریپت V۸ کروم به مرورگر اندروید
- افزایش پشتیبانی از Microsoft Exchange با قابلیت‌هایی چون سیاست حریم شخصی به‌روز شده، همسان‌سازی تقویم و…
- فروشگاه اندروید به‌روز شده با قابلیت به‌روزرسانی خودکار برنامه‌های کاربردی
- شماره‌گیری صوتی و انتقال دفترچه تلفن از طریق بلوتوث
- امکان نصب برنامه‌های کاربردی بر روی حافظه‌های جانبی
- پشتیبانی از فلش نسخه ۱/۱۰
- بهبود عملکرد دوربین در حالت‌های عکس و فیلمبرداری